# Antisten
Antisten, starogrški filozof, (starogrško Ἀντισθένης), * ok. 445 pr. n. št. Pirej, † ok. 365 pr. n. št., Atene, je bil začetnik kinične šole filozofije.

## Življenje
Antisten je bil grški filozof, sin Antistena in Tračanke. Rodil se je v Pireju v bogato družino kot nezakonski sin, zato ni veljal za atenskega državljanstva. Točen datum njegovega rojstva ni znan, vendar pa strokovnjaki ocenjujejo, da se je rodil med letoma 445 in 446 pr. n. št.. Sprva je bil učenec sofista Gorgija, ki ga je naučil govorništva, kasneje pa ga je poučeval Sokrat. Prevzel in izpopolnil je etiko Sokratovega poučevanja in zagovarjanje življenja v skladu z vrlino. Velja za ustanovitelja kinizma. Kasneje je učil na gimnaziji, kjer so se šolali Atenci, katerih matere so bile tuje narodnosti. Umrl je v Atenah leta 365 pr. n. št., star okoli 80 let.

## Kinična filozofija
Njegov najljubši stil so bili dialogi, ki so bili ognjeviti napadi na njegove sodobnike - Gorgijo in Platona. Njegov stil je bil jasen in eleganten ter poln sarkazma. Postavil je tudi načela kinizma, ki predstavljajo osrednje stališče njegovega razmišljanja. Filozofske ideje, ki jih je razvil, so imele svoje korenine v nasprotjih in krivicah zakoreninjenih v družbi. Želel je zasnovatii nove ideje, ki bi služile kot vodilno načelo proti srečnejšemu in bolj premišljenemu načinu življenja. Antisten je verjel, da je sreča odvisna od moralne čistosti in, da se da te vrline privzgojiti skozi učenje. 

### Antistenovo poučevanje
Pri poučevanju ljudi o tem, kako postati vrl, je Antisten ločil dve kategoriji predmetov: 
1. zunanje dobrine (sprejemanje elementov kot zasebno lastnino, čutni užitki, in druga razkošja);
2. notranje dobrine (vključno z resnico in znanjem duše).

Zagovarjal je samoobvladovanje v uživanju zunanjih dobrin, kot je na primer denar. Spodbujal je svoje učence, da sprejmejo breme fizične in psihične bolečine, ki spremlja dušino iskanje notranjega bogastva. Da bi dramatiziral svojo metodo učenja, je Antisten po zgledu mita o Herkulu, zagovarjal svoje ideje in prepričanja ter kritiziral neumnosti in krivice družbe.

### Osnovna Antistenova načela
- Vrline se je možno naučiti.
- Samo vrli ljudje so veličastni.
- Vrlina so dejanja in delovanja, ki ne zahtevajo ogromno besednega zaklada.
- Pameten človek je samozadosten.
- Imeti slab ugled je nekaj dobrega in je podobno telesni stiski.
- Zakoni o vrlini so tisti, ki odločajo kdo je pameten in ne zakoni, ki so postavljeni s strani polisa.
- Pameten človek se bo poročil z namenom, da bi imel otroke z najboljšo žensko.
- Pameten človek ve, kdo je vreden ljubezni, zato mu jo izražati ni pod častjo.

### Ideje, misli
- Kraljevsko je delati dobro, ko o sebi slišiš slabo.

- Raje bi izgubil pamet kot izkusil užitek.

- Modrost je najbolj trdna vrlina, ki ni nikoli prevarana ali krhka.

- Bolje se je bojevati z dobro manjšino proti vsem zlobnim, kot z vsemi zlobnimi proti dobri manjšini.

- Pametnim ljudem ni nič čudno in nič odmaknjeno.

- Vrli ljudje si zaslužijo biti ljubljeni.

- Dobri ljudje so prijatelji.

- Vsak si mora pripraviti trdnjavo, v kateri se nahajajo nepredvidljiva razmišljanja.

- Raziskovanje pomena besed je začetek učenja.

- Bolje je biti jezen kot čutiti zadovoljstvo.

- Bolje se je pomešati med množico kot med laskače; v enem primeru si mrtev, v drugem pa ostaneš živ.

- Države so pogubljene, ko so nemočne pri ločevanju dobrih ljudi od slabih.

- Tako kot rja razje železo, so nevoščljivi iztrošeni od svojega poželenja.

- Nekoč, ko so mu ploskali pokvarjenci, je rekel: » Grozno me je strah, da sem naredil nekaj, kar ni prav.«

- Ko je bil vprašan učenje česa je najpomembnejše, je odgovoril: » Kako se znebiti tega, da moraš nekaj pozabiti.«

- Bodi pozoren na svoje sovražnike, kajti oni so tisti, ki bodo prvi odkrili tvoje napake.

- Bogastvo in revščina se ne nahajata v osebni lastnini, ampak v duši.

- Prijatelji z ugledom, pripravljen sem vam razstaviti svojo bogastvo: naj pride en, naj pridete vsi; in kdorkoli bi rad imel delež, je dobrodošel, da pride po bogastvo, ki leži v moji duši.

### Kinizem
Antisten je bil eden izmed Sokratovih učencev in privržencev. Skupaj s še nekaterimi drugimi filozofi je Sokratov temeljni nauk razvil korak dalje, s tem ko je govoril, da je vrlina edino dobro. Po njihovem mišljenju je prizadevanje za užitki oblika zla. Kiniki so postali skrajno antisocialni in do soljudi izražali veliko zaničevanje. Njihovo ime verjetno izvira iz grške besede (kynikós), ki je opisovala njihovo čemerno in ošabno vedenje in pomeni »pasji«. Antistena so tako atenski prebivalci poimenovali »preprosti pes« ali »naravni pes« ali preprosto »pes«. Kinična šola je poudarjala disciplino odrekanja, ki je vključevala zavračanje razkošja, socialnega statusa, pridobitve bogastva in nepomembnih materialnih dobrin. Antisten je bil tudi verjetni učitelj najbolj znanega kinika Diogena (404 pr. n. št. –323 pr. n. št.).
Kinizem se je v prvi polovici 3. stoletja pr. n. št. iztekel v stoicizem.

## Dela
Napisal je 10 glavnih del oziroma zgodb. Nekatere so danes le fragmenti. Znana dela:
1. HERACLES - O slavnem grškem junaku in njegovih dobrih dejanjih za človeštvo
2. CYRIS - O ciprski starešini kot dober primer vladarja
3. ALCIBIADES - Obtoževanje egocentrične strasti
4. ARCHELAUS - Obtoževanje tiranije 
5. POLLITICUS - Kako bi morala demokracija podeliti enake pravice/dovoljenja 